# Juhann Begarin
Juhann Mathieu Begarin (Les Abymes, Guadalupe; 7 de agosto de 2002) es un jugador de baloncesto francés que pertenece a la plantilla del AS Monaco de la LNB Pro A. Con 1,96 metros de estatura, juega en la posición de escolta.

## Trayectoria deportiva

### Primeros años
Begarin nació y se crio en la región francesa de ultramar de Guadalupe en el Caribe Sur. Inicialmente trató de registrarse para jugar al fútbol, pero al no encontrar al entrenador, decidió jugar al baloncesto. Jugó para Baie-Mahault BC y luego para ASC Ban-E-Lot, ganando múltiples títulos regionales en su grupo de edad.
Begarin se mudó a Corbeil-Essonnes, un suburbio de París, con su familia cuando tenía 16 años para seguir una carrera en el baloncesto. Se unió al INSEP, un prestigioso instituto deportivo de París, y jugó para el club afiliado Centre Fédéral en la Nationale Masculine 1 (NM1), la liga de tercer nivel de Francia. En la temporada 2018-19, Begarin promedió 11,6 puntos, 3,4 rebotes y dos robos por partido en la NM1. En febrero de 2019 promedió 19,8 puntos, 6,5 rebotes y 4,3 robos por partido en el Adidas Next Generation Tournament de Kaunas. En junio de ese mismo año se desvinculó del Centre Fédéral.

## Profesional
El 8 de julio de 2019, Begarin fichó por el Paris Basketball de la LNB Pro B. En la temporada 2019-20, Begarin promedió 4,8 puntos, 2,1 rebotes y 1,2 asistencias por partido. En la temporada siguiente, promedió 11,7 puntos, 3,5 rebotes y 2,9 asistencias por partido, ayudando a su equipo a conseguir el ascenso a la LNB Pro A.
Fue elegido en la cuadragésimo quinta posición del Draft de la NBA de 2021 por los Boston Celtics, pero el 20 de agosto de ese año se anunció que continuaría al menos una temporada más en París. En 29 juegos para la temporada 2021-22 mantuvo promedios por juego de 11,1 puntos, 4,2 rebotes, 1,5 asistencias, 1,5 robos y 0,3 tapones en 28 minutos por partido.
En julio de 2022 jugó con los Celtics en la NBA Summer League, disputando cinco partidos en los que promedió 18,2 puntos y 5,6 rebotes.
El 8 de junio de 2023 firmó un contrato de dos años con Nanterre 92.
El 12 de julio de 2024 fichó por el AS Monaco de la LNB Pro A.